# Pierre-de-Bresse
Pierre-de-Bresse település Franciaországban, Saône-et-Loire megyében. Lakosainak száma 1945 fő (2022. január 1.). Pierre-de-Bresse Lays-sur-le-Doubs, Authumes, La Chapelle-Saint-Sauveur, Charette-Varennes, Fretterans és Saint-Bonnet-en-Bresse községekkel határos.

## Népesség
A település népességének változása:
| Lakosok száma | 1978 | 1954 | 1990 | 1946 | 1940 | 1938 | 1942 | 1946 | 1945 |
|               | 2013 | 2015 | 2016 | 2017 | 2018 | 2019 | 2020 | 2021 | 2022 |